# Carnival Splendor (schip, 2008)
De Carnival Splendor is een cruiseschip van Carnival Cruise Lines. Het schip werd besteld door en ontworpen voor inzet bij Costa Cruises (een andere rederij van Carnival Corporation & plc) en is vergelijkbaar qua ontwerp met de andere schepen uit de Concordia-klasse van Costa. Maar tijdens de bouw werd de bestelling aangepast voor inzet door Carnival Cruise Lines. Carnival zag de Magic als een schip uit de Conquest-klasse, maar besloot nadien het schip in zijn eigen aparte Splendor-klasse te adverteren vanwege het iets hogere tonnage en de afwijkende indeling.
Het schip was van juli 2008 tot de indienstname van de Carnival Dream in september 2009 het grootste schip van de Carnival Cruise Lines. Met 1.503 kajuiten is het schip in staat zo'n 3.000 passagiers op een cruise te vervoeren.
De peetmoeder van Carnival Splendor is Myleene Klass, een Britse zangeres, die op 10 juli 2008 het schip in Dover heeft gedoopt in een luchtige ceremonie waarbij ze Sailing zong, zichzelf begeleidend op een piano, terwijl een Royal Navy duiker vijf decks beklom aan een touw en de fles champagne brak tegen de boeg.
Het inaugurele seizoen van Carnival Splendor begon op 2 juli 2008 met een cruise van Genua naar Dover (Engeland) gevolgd door een driedaagse cruise naar Amsterdam. Na de doop volgden vijf 12-daagse Noord-Europese cruises van Dover naar de Noord-Europese havens van Kopenhagen, Warnemünde, Helsinki, Sint-Petersburg, Tallinn en Amsterdam. Op 11 september 2008 voer het schip naar Zuid-Europa om havens te bezoeken zoals Civitavecchia (bij Rome), Napels, Dubrovnik, Venetië, Messina, Barcelona, Cannes, Livorno, Marmaris, İzmir, Istanboel en Athene. Ze begon haar 16-daagse oversteek van de Atlantische Oceaan op 3 november 2008, in de richting van Fort Lauderdale, Florida. Daar volgde het eerste winterseizoen in de Caraïbische Zee.
In januari 2009 vatte Carnival Splendor zijn cruise naar de Stille Oceaan aan, op weg naar zijn nieuwe thuishaven Long Beach (Californië). Het schip zou daar het eerste nieuwe schip van Carnival worden met thuisbasis op de Amerikaanse westkust in 14 jaar. Dit bood kansen voor cruises naar de Mexicaanse Rivièra, waarmee de populaire badsteden langs de Mexicaanse westkust worden bedoeld, de Hawaïaanse eilanden en de Alaska Panhandle. Het schip was te breed voor de oude sluizen van het Panamakanaal in die tijd, dus het maakte de reis door te varen rond Kaap Hoorn. Het was het eerste schip van Carnival dat deze reis ooit heeft gemaakt. De route duurde 49 dagen en omvatte bezoeken aan havens in Dominica, Barbados, Brazilië, Uruguay, Argentinië, Chili, Peru, Ecuador en Mexico. Ook in 2009 was Carnival Splendor het decor voor Mayercraft Carrier 2, een vierdaagse cruise van 27 tot 31 maart, van Los Angeles tot Cabo San Lucas, Mexico, georganiseerd door muzikant John Mayer. Tijdens de cruise waren er muziek- en comedyshows. Van 2009 tot 2013 was het schip actief aan de Westkust, weliswaar met een onderbreking tussen november 2010 en februari 2011 ten gevolge van een brand.
In februari 2013 voer de Carnival Splendor opnieuw rond Zuid-Amerika en herpositioneerde zich in New York. De reis rond Zuid-Amerika werd verkocht in blokken van cruises van 13-18 dagen. Vanuit New York volgden zevendaagse cruises naar Bermuda en 8-daagse cruises naar de Caraïben en de Bahama's. In november 2014 werd de Carnival Splendor opnieuw gepositioneerd om vanuit Florida zevendaagse cruises aan te bieden naar de oostelijke en westelijke Caraïben.
Carnival kondigde in november 2016 aan dat de Splendor in januari 2018 voor de tweede keer naar Long Beach verhuisde, voor 7-daagse cruises naar de Mexicaanse Rivièra, en dit ter vervanging van de kleinere Carnival Miracle. Zo kon Carnival meer cruisecapaciteit aanbieden aan de westkust. Om vanuit het Caraïbisch gebied naar Long Beach te varen, voer het schip ditmaal evenwel niet rond Zuid-Amerika maar door het Panamakanaal en werd het zo een van de grotere schepen die al de nieuwe, bredere in 2016 geopende sluizen doorkruisten. De Carnival Miracle maakte gelijktijdig de reis in de andere richting.

## De brand van 2010
Op 8 november 2010, om ongeveer zes uur 's ochtends Pacific tijd, op de tweede dag van een reis van Long Beach naar de Mexicaanse Riviera, ontstond een zware storing in dieselgenerator nummer 5 die een brand in de achterste machinekamer startte. Het vuur beschadigde de belangrijkste elektrische voedingskabel in de achterste machinekamer. Maar het vuur veroorzaakte dermate schade aan de bekabeling dat het schip alle elektrische stroom verloor. Het vuur was 's middags gedoofd en niemand raakte gewond. Bijna 4.500 passagiers en bemanningsleden waren op dat moment aan boord.
De bemanning kon de motoren niet meer herstellen en het schip moest met een sleepboot naar San Diego gesleept worden. Zonder stroom voor stromend water, airconditioning of koeling kregen de passagiers rantsoenen afgeleverd via helikopters van de Amerikaanse marine vanaf het vliegdekschip USS Ronald Reagan. De Splendor werd geëscorteerd door, en kreeg hulp van de USCGC Morgenthau (WHEC-722), een dieselschip van de United States Coast Guard. De Carnival Splendor dokte op 11 november in San Diego en werd rond het middaguur aangemeerd. Carnival beloofde om alle passagiers te vergoeden voor ticket- en reiskosten, samen met een tegoedbon voor een gratis cruise van dezelfde waarde als hun cruise op Splendor. Gerry Cahill, Chief Executive Officer van Carnival Cruise Lines, beschreef het ongeval als "de ergste ramp in 35 jaar bedrijfsgeschiedenis".
De rederij voorzag eerst het schip na herstelling half januari 2011 in vaart te brengen. De herstellingen bleken evenwel zwaarder uit te vallen, en het cruiseschema kon pas op 20 februari 2011 terug hervat worden. De herstelling kon niet volledig in San Diego uitgevoerd worden. Op 19 januari 2011 verliet het schip de haven van San Diego op eigen kracht om de reparatiewerkzaamheden op de werf Pier 70 in San Francisco te voltooien. Het werk aan het vervangen van de beschadigde hoofdgeneratorset en twee hulpgeneratoren duurde van 31 januari tot 12 februari 2011. Een 106 ton zware hoofdgeneratorset, oorspronkelijk bedoeld voor de Carnival Magic die op dat moment in aanbouw was, werd daarbij gebruikt als vervangstuk en door een vrachtvliegtuig ingevlogen uit Italië.
Het schip heeft drie 12-cilinder Wärtsilä 12V46C dieselmotoren als generatoren in de achterste machinekamer en drie in een voorste machinekamer. Elke generator is verbonden met twee schakelborden. Het falen van een enkele motor of generator zou normaal geen totaal vermogensverlies veroorzaakt mogen hebben. Clark Dodge, een voormalig hoofdingenieur van Washington State Ferries, zei: "Als de zaken goed waren ontworpen, had alle kracht niet verloren mogen gaan."
Het onderzoek naar de brand werd uitgevoerd door de United States Coast Guard in samenwerking met de Panamese maritieme autoriteiten. Het rapport naar de oorzaak van de brand werd vrijgegeven op 15 juli 2013. Uiteindelijk was de ernst van het incident veroorzaakt door een menselijke fout waarbij op de brug een brandalarm werd uitgeschakeld, wat de automatische blusprocedures verstoorde en de voortwoekerende brand de tijd gaf zwaardere schade aan het hele elektrische circuit toe te brengen. De United States Coast Guard eiste zwaardere trainingsinspanningen van Carnival voor brandtrainingen van het personeel.

## Foto's

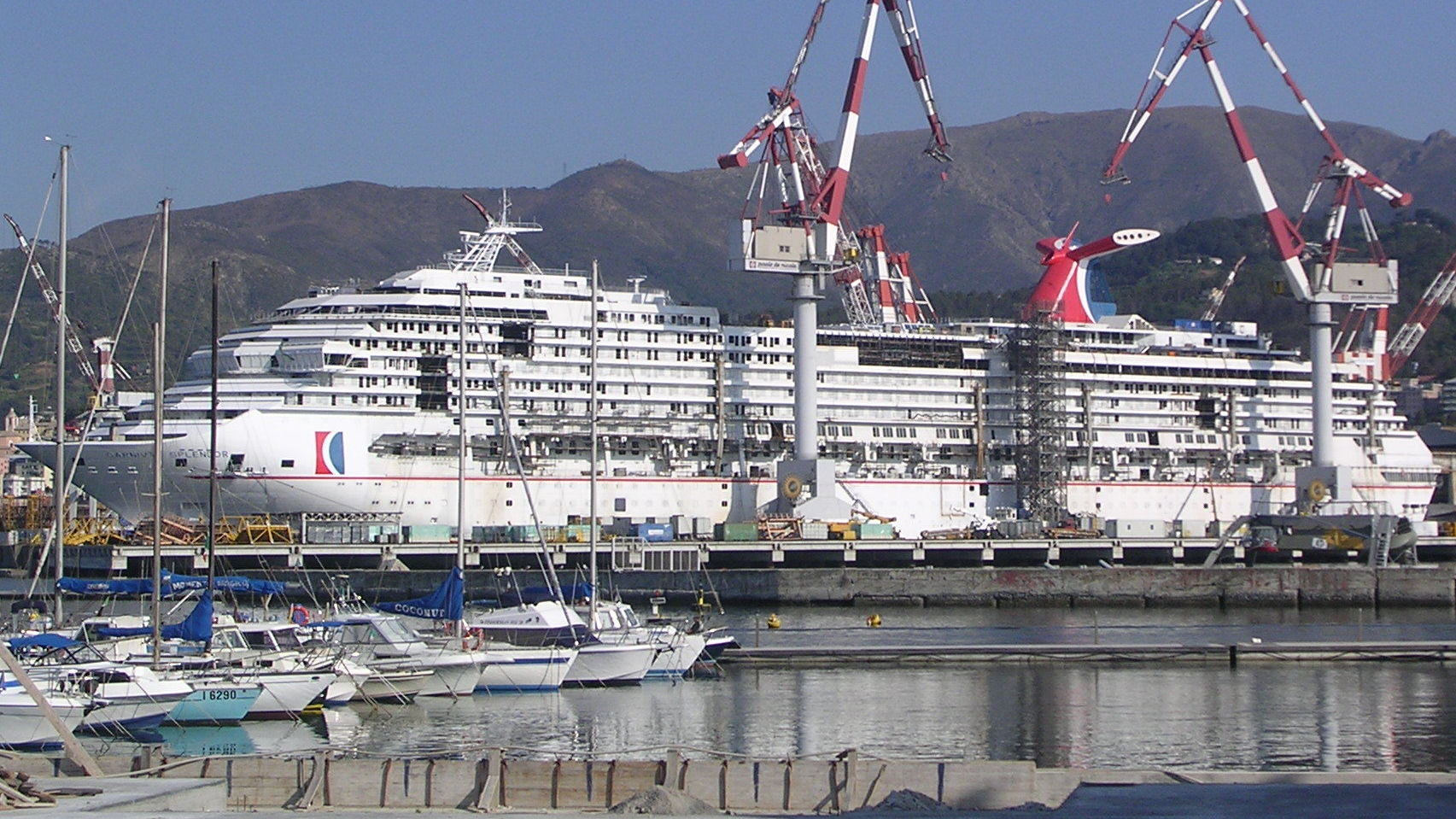
Carnical Splendor in afwerking in de scheepswerf van Fincantieri in Sestri Ponente op 5 augustus 2007.
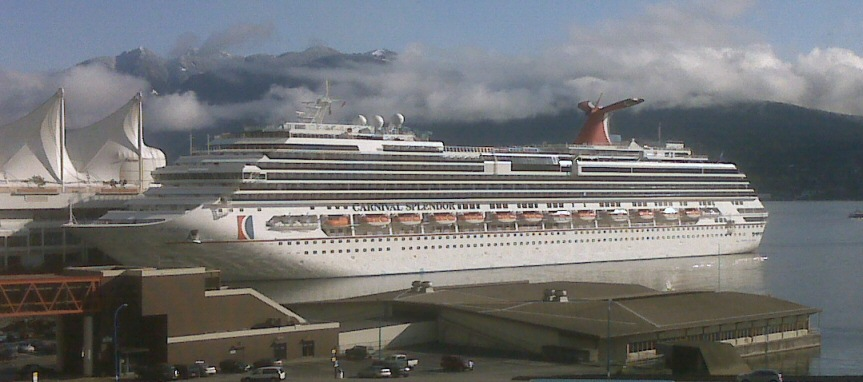
Schip op 14 mei 2009 in Vancouver
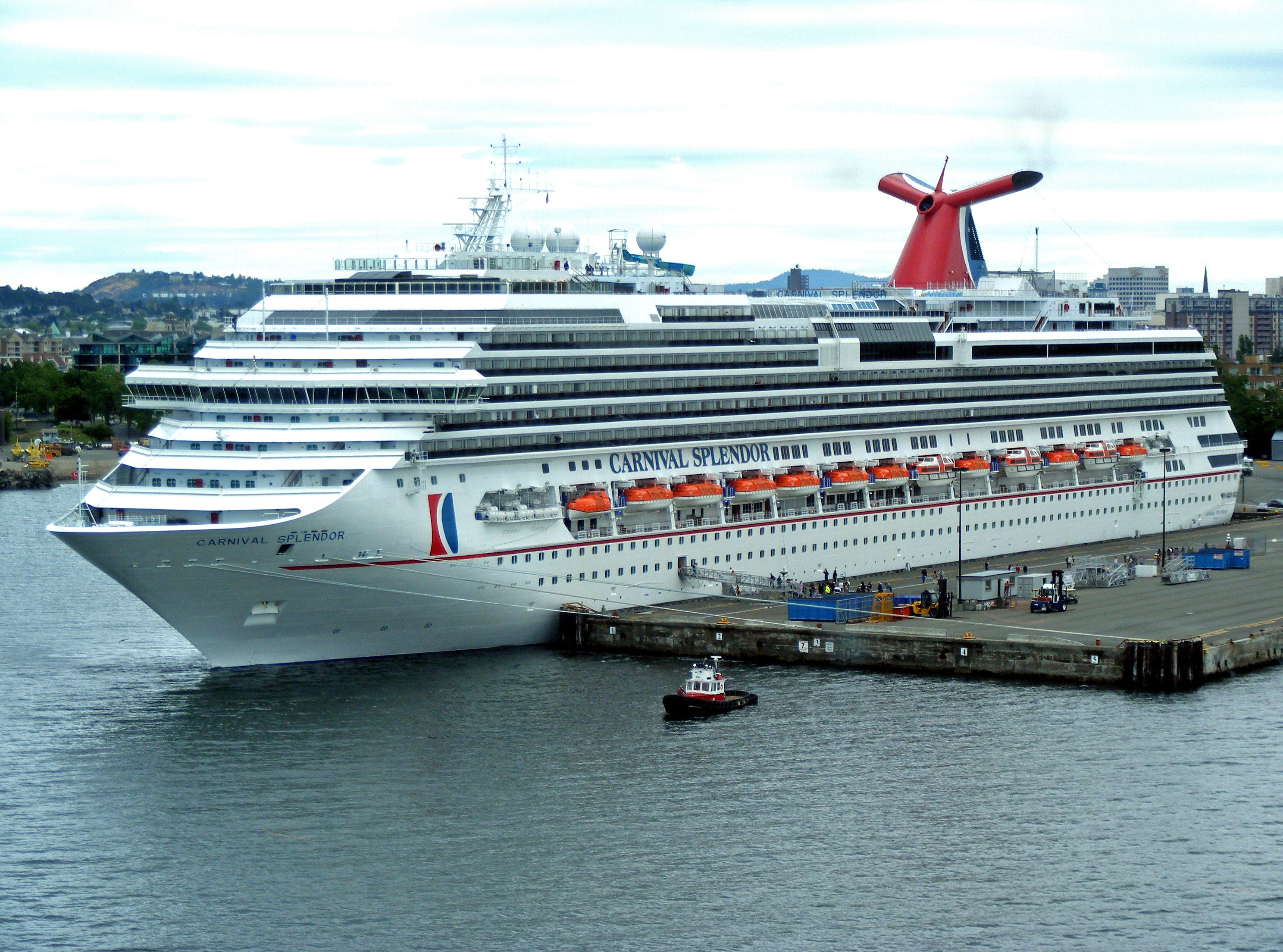
Schip in juni 2009
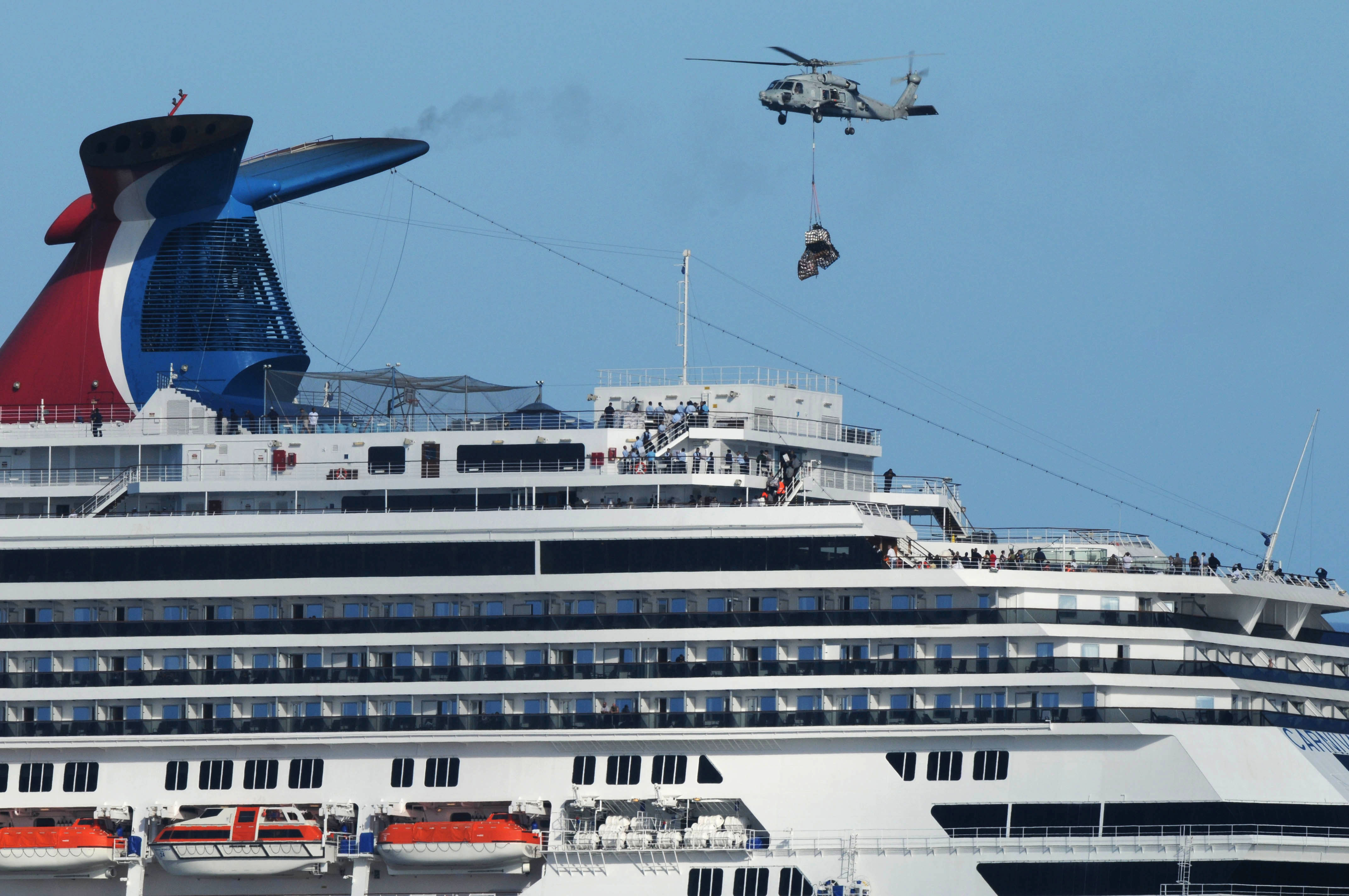
Na de brand in 9 november 2010 levert een US Navy helikopter bevoorrading aan het schip